# Marco de Gueltzl
Marco de Gueltzl, est un sculpteur et designer français né à Roanne le 29 décembre 1958 et mort à Paris le 27 janvier 1992,,.

## Œuvre
Marco de Gueltzl commence à travailler en tant que designer de mobilier et scénographe à Paris dans les années 1980. A contre-courant de la mode épurée que l'on rencontre alors dans les objets, il crée des objets inspirés du mouvement néo-baroque à partir de matériaux bruts ou de récupération tels que, le verre taillé ou les fers à béton de construction. Formé aux États-Unis et intéressé par le graphisme et la sculpture, il expose en 1986 à la galerie Yves Gastou et en 1987 à la galerie Avant-Scène,,. En 1988, il expose son travail aux Etats-Unis, à Los Angeles, à Chicago et à New York, en le définissant plus proche de celui du sculpteur que de celui du designer.